# Tropidodipsas zweifeli
Espèce
Synonymes
- Chersodromus annulatus Zweifel, 1954

Tropidodipsas zweifeli  est une espèce de serpents de la famille des Dipsadidae.

## Répartition
Cette espèce est endémique du Mexique. Elle se rencontre dans les États de Guerrero et de Morelos.

## Étymologie
Cette espèce est nommée en l'honneur de Richard George Zweifel.

## Publications originales
- Liner & Wilson, 1970 : Changes in the name and generic status of the Mexican snake Chersodromus annulatus Zweifel (Colubridae). Copeia, vol. 1970, no 4, p. 786-788.
- Zweifel, 1954 : A new species of Chersodromus from Mexico. Herpetologica, vol. 10, p. 17-19.